# Melanophthalma majeri
Melanophthalma majeri es una especie de coleóptero de la familia Latridiidae.

## Distribución geográfica
Habita en Tailandia.